# Ąžuolas
Ąžuolas ist ein litauischer männlicher Vorname und Familienname, abgeleitet von ažuolas (Eiche). Die weibliche Form ist Ąžuolė.

## Namensträger
Vorname
- Adomas Ąžuolas Audickas (* 1982),  Finanzist und Politiker, stellvertretender Wirtschaftsminister Litauens

Nachname
- Valius Ąžuolas (* 1979), Politiker und Landbauer,  Mitglied des Seimas